# 单斑齿花鮨
单斑齿花鮨（学名：Odontanthias unimaculatus），又名單斑金花鱸、单斑齿花鲈，为鲈形目鮨科齿花鮨属的鱼类。分布于台湾基隆、高雄等。该物种的模式产地在日本Tanabe。